# Het babbelende bad
Het babbelende bad is een stripverhaal uit de reeks van Suske en Wiske. Het wordt geschreven door een scenario- en tekenteam onder leiding van Peter Van Gucht en Luc Morjaeu.  De eerste albumuitgave is op 12 maart 2008.

## Locaties
Dit verhaal speelt zich af op de volgende locaties:
- Duurnem, Segovia (Spanje) met de Vera Cruz kerk, Wadi Rum woestijn in Jordanië met de Christenhond-rots.

## Personages
In dit verhaal spelen de volgende personages mee:
- Suske, Wiske, tante Sidonia, Lambik, Jerom, professor Barabas, mevrouw Havermans, Van Keer, dokter Plamure[1] (hoofd plastisch chirurgie) en zijn assistente Cindy, London Sheraton (kip zonder kop) en haar hondje Chichi[2], Jones (bediende van London Sheraton), rijke verzamelaar in Duurnem.

## Uitvindingen
In dit verhaal speelt de vertaalmachine een rol.

## Het verhaal
Tante Sidonia zoekt werk en gaat naar Van Keer & Borstel nv, een fabriek in bezemstelen en aanverwante artikelen. Ze verliest meteen van een mooi blond meisje - alleen op basis van uiterlijk - en is ontroostbaar. Professor Barabas heeft een brief gekregen van een collega met de vraag deze te vertalen, de brief is geschreven door de tempelier Roger De La Foutaise. Hugo de Payen richtte de tempeliers op in 1118 en ze ontdekten op een van hun tochten een oude tempel met het Bad der Schoonheid van de Israëlische koning Salomo. De tovenaar Sahn-Ih’t Air heeft deze badkuip ontworpen en iedereen die er een bad in neemt krijgt de eeuwige schoonheid. Toen De La Foutaise het bad vond werd de ridderorde met geweld ontbonden omdat ze de afgod Baphomet zouden aanbidden. Het bad draagt een gevaarlijk geheim met zich mee en het is bovendien met zeldzame edelstenen bezet en daarom een gewild object voor rovers. Tante Sidonia hoort alles en zegt dan dat haar vrienden geen risico moeten nemen, ze gaat naar een plastisch chirurg.
Tante Sidonia gaat naar dokter Plamure die haar voor honderdduizend euro om wil toveren tot een schoonheidskoningin. Dit geld heeft tante Sidonia niet en als ze met Wiske vertrekt hoort de dokter hen spreken over het magische bad. De vrienden willen met professor Barabas het handgeschreven traktaat met de naam “De geheime schatten van de Orde van de Arme Ridders van Christus en de Tempel van Salomo” lezen, deze is in het bezit van een rijke verzamelaar in Duurnem. Dan zien ze dat ze worden afgeluisterd door de plastisch chirurg en een vrouw en Jerom jaagt beide weg. De rijke verzamelaar weigert het boek te laten zien en daarom besluiten de vrienden ’s nachts in te breken om er een foto van te maken. Tante Sidonia sluipt de beveiligde kamer binnen en maakt een foto van het boek, maar als ze weer naar buiten wil gaan zorgen dokter Plamure en London Sheraton ervoor dat het alarm toch af gaat. De camera wordt gestolen door het duo en de vrienden kunnen nog net ontsnappen voordat de politie arriveert.
Lambik blijkt de geheugenkaart uit de camera gehaald te hebben en professor Barabas ontcijfert de tekst. Er staat ook een kaartje op de foto’s en deze blijkt van een kerkje, Vera Cruz, in Segovia in Spanje te zijn. De tekst zegt dat er gezocht moet worden “daar waar in de oogstmaand des avonds het kruis op de ridder rust” en Jerom zegt dat de oogstmaand nu in augustus is. Suske en Wiske zien een groot kruis voor de kerk en de vrienden wachten tot het avond is, waarna Jerom veel zand wegblaast en daardoor een grafzerk blootlegt. Onder de zerk ligt een man met ridderuitrusting en een zwaard met Latijnse tekst, Suske vertaalt de tekst met de vertaalmachine met “Het kruis ter aarde leidt tot de Kwade”. Lambik duwt per ongeluk tegen het kruis waardoor het graf opent en een diepe put tevoorschijn komt. Jerom gaat met Suske en Wiske via een touwladder naar beneden en ze zien een deur met het merkteken van de tempeliers. Jerom opent de deur en deze valt weer dicht als de vrienden binnen zijn, dan zakt het plafond naar beneden. Suske en Wiske proberen een schuifpuzzel op te lossen terwijl Jerom het plafond tegenhoudt.
Dokter Plamure en London Sheraton vermommen zich als muzikanten en Lambik en tante Sidonia worden door het duo verslagen en vastgebonden. Suske maakt de naam Baphomet met de puzzel en dan blijft het plafond stilhangen en de deuren openen zich. De vrienden zien een beeld van Baphomet met de Latijnse tekst die vertaald wordt in “Vat het gevaar bij de hoorns”. Suske trekt aan de hoorns van het beeld waarna het kantelt en er vloeistof uit loopt. De vloeistof komt in kommen en dan straalt er licht door een chemische reactie als de vloeistoffen samenkomen. Wiske maakt een foto, maar haar tasje valt in het bijtende zuur waarna het verbrand. Suske heeft de tekst vertaald: “Maak van de slang uw galmende gids en reisgezel” en Wiske neemt een slang uit het beeld mee. Dan geven de ogen van het beeld licht en er stroomt enorm veel vloeistof naar buiten, waarna de vrienden de kamer uit moeten vluchten. Ze sluiten de deur maar worden dan onder schot gehouden door dokter Plamure die de camera meeneemt en de touwladder doorsnijdt zodra hij weer boven is. Jerom kan met Suske en Wiske uit de put springen voordat de vloeistof door de deur stroomt en Lambik en tante Sidonia kunnen met de slang aan het slechte duo ontkomen.
Jerom gebruikt zijn fotografisch geheugen en kan dit projecteren op de muur, de vrienden zien de tekening op de grond van de kamer en maken een nieuwe foto. Professor Barabas onderzoekt de foto en vertelt dat het een kaart van de Wadi Rum woestijn in Jordanië is. De vrienden gaan naar de woestijn en zoeken “de Christenhond” die in een dag bereikt kan worden vanaf de plek waar ze zijn. De vrienden worden door twee bedoeïenen aangesproken die aanbieden hun op kamelen door de woestijn te leiden. De bedoeïenen zijn de vermomde dokter Plamure en London Sheraton en op hun reis ziet het gezelschap een rots met de vorm van een hondenkop. De vrienden gaan in een grot en kamen via een tunnel in een gangenstelsel met daarin een soort orgel. Suske draait de slang (van het beeld van Baphomet) in het apparaat en Jerom kan dan blazen op de slang, waarna een trap verschijnt. Jerom kan een boobytrap onschadelijk maken en daarna betreden de vrienden een enorme badkamer met een massief gouden bad bezet met honderden diamanten.
Tante Sidonia wil in het bad stappen, maar dan begint het bad te spreken. Het bad waarschuwt tante Sidonia dat alleen diegene die het echt verdient de schoonheid krijgt bij het wassen. Dan komen dokter Plamure en London Sheraton de kamer binnen en verdoven Jerom met een spierverslapper. London Sheraton wordt ook gewaarschuwd dat alleen diegene die het echt verdient mooi zal worden in het bad, maar stapt eigenwijs in en veranderd in een lelijke oude vrouw. Ze smeekt dokter Plamure haar opnieuw mooi te maken en de vrienden maken van de verwarring gebruik en pakken het pistool van dokter Plamure af. De spierverslappers zijn uitgewerkt en Jerom bewaakt het slechte duo. Tante Sidonia stapt in het bad en veranderd in een beeldschone vrouw. Maar Suske, Wiske, en Jerom zeggen tegen haar dat ze haar vroeger net zo graag zagen. Dan vraagt tante Sidonia aan Lambik wat hij ervan vindt en hij zegt dat hij eigenlijk wel gek was op haar grote voeten, kin en neus. Maar hij mag haar om wie ze is, en niet om hoe ze eruitziet, en daarom maakt het Lambik eigenlijk niks uit. Tante Sidonia vraagt het bad haar weer normaal te maken, en dit gebeurt. London Sheraton ziet in dat ze alleen gaf om uiterlijke schijn en neemt ook opnieuw een bad. Ook London krijgt haar oude uiterlijk terug en Lambik stapt nog in het bad en vraagt zijn uiterlijk aan te passen aan zijn edel karakter, waarna er niks veranderd.

## Achtergronden bij het verhaal
- Het verhaal lijkt in te spelen op de vele programma's op televisie die mensen aansporen om iets aan hun uiterlijk te veranderen, zoals make-overs en plastische chirurgie, om "gelukkiger" door het leven te gaan. Zoals ook in het echte leven ontdekt tante Sidonia dat echte schoonheid van binnen zit, een mooi uiterlijk zorgt niet per se voor een gelukkig(er) leven.
- Ook verwijst het verhaal naar complottheorieën die in deze tijd weer erg populair geworden zijn door de verhalen van Dan Brown (zie bijvoorbeeld De Da Vinci Code en Het Bernini Mysterie). Deze theorieën zijn niet nieuw, zie bijvoorbeeld Parsival, de Heilige Graal en Ark van het verbond, het heilige bloed en de heilige graal, Rennes le Chateau en de Arthurlegende. In al deze verhalen speelt een voorwerp een belangrijke rol; dit voorwerp is verborgen en alleen degene die waardig genoeg is, kan het voorwerp vinden en gebruiken.
- Duidelijke verwijzingen naar de National Treasure films met Nicolas Cage
- Er bestaat een Britse ridderorde met de naam "Orde van het Bad" met als grootmeester de prins van Wales.
- De Tempeliers werden beschuldigd de afgod Baphomet te aanbidden tijdens de vervolgingen, pas in 1314 is de orde vrijgesproken van godslastering.

## Trivia
- De binnenstad van Segovia werd in 2005 opgenomen in de Werelderfgoedlijst van UNESCO.